# Gili Motang
Gili Motang är en liten ö i östra Indonesien. Ön tillhör de Små Sundaöarna, är av vulkaniskt ursprung och täcker en yta av 30 km².
Ön är känd för en population av cirka 100 komodovaraner. Gili Motang tillhör Komodo nationalparken och har på så sätt status som världsarv.